# Comando delle forze terrestri alleate del Sud Europa
Il Comando delle forze terrestri alleate per il Sud Europa (FTASE), in inglese Headquarters of the Allied Land Forces Southern Europe (HQ - LANDSOUTH), è stato un comando militare della NATO a direzione italiana, con sede a Verona nel Palazzo Carli. Attivo con vari nomi dal 1951 al 2004, il compito che gli era stato affidato istituzionalmente era quello di predisporre la difesa del nord Italia contro un'ipotetica invasione ad est da parte del Patto di Varsavia, assumendo il comando strategico delle truppe italiane e alleate ivi schierate.

## Storia
Con la fine della seconda guerra mondiale e l'inizio della guerra fredda sorse la necessità nelle autorità militari italiane di predisporre nel nord Italia un Comando nazionale delle Forze Terrestri, con l'incarico di condurre studi, formulare piani ed effettuare preparativi per la difesa dello scacchiere nord-orientale italiano minacciato anche dalle continue tensioni con la Jugoslavia per la disputa dei confini.
La scelta cadde naturalmente su Verona, da sempre considerata la città strategica per la difesa di quel particolare settore geografico italiano, come sede del nuovo Comando fu individuata il Palazzo Carli.
A seguito del trattato di Washington  del 1949, il Comando fu posto a servizio della NATO ed il 10 luglio 1951 divenne il Comando delle Forze Terrestri Alleate del Sud Europa (FTASE), con direzione italiana. Durante la guerra fredda la struttura rimase pressoché invariata e comprendeva tutte le principali forze dell'Esercito Italiano che operavano nel nord Italia.
Per statuto dell'Alleanza, il vertice di comando FTASE fu affidato a un generale italiano di corpo d'armata a quattro stelle, che si avvaleva di uno stato maggiore guidato da un generale di divisione italiano, da cui dipendevano un sottocapo per le operazioni (generale di brigata italiano) e un sottocapo per il supporto logistico affidato ad un generale di brigata statunitense.
Il Comando FTASE fu posto alle dipendenze del Comando delle Forze Alleate del Sud Europa (AFSOUTH) con sede a Napoli e compito primario rimaneva la difesa terrestre dei confini nazionali del settore nord-est.
Durante i primi anni di vita del Comando FTASE, esso si trovò a gestire gli stessi reparti assegnati al cosiddetto comando designato Terza armata, tale circostanza si venne a creare perché in quello stesso periodo di tempo, l'Esercito Italiano doveva affrontare la cosiddetta "Esigenza T", ovvero un periodo di tensione legato al ritorno di Trieste all'Italia, territorio che era oggetto di mire da parte della confinate Repubblica Federativa Popolare di Jugoslavia. Dal momento che la Jugoslavia non faceva parte del Patto di Varsavia, il Governo Italiano ritenne di creare una sorta di duplicato di FTASE che però fosse del tutto distaccato dalla gerarchia NATO e che consentisse una gestione unicamente italiana delle forze che erano assegnate a tale Comando. Dopo il trattato di Osimo termino tale stato di tensione e di conseguenza FTASE rimase l'unico Comando ad aver competenza sul confine nord-orientale e sulle forze militari destinate alla sua difesa.
Durante gli anni '80, FTASE svolgeva il suo principale ciclo di esercitazioni del corso del mese di settembre, nell'ambito di una vastissima esercitazione organizzata da AFSOUTH che prendeva il nome di Display Determination (ovvero mostrare determinazione) che riguardava l'intero bacino del Mediterraneo ed i paesi alleati rivieraschi. Era prassi corrente che ogni anno il comando di FTASE producesse un manifesto dedicato a tale grande esercitazione, su cui erano spesso rappresentati gli stemmi araldici dei principali reparti italiani ed alleati che avrebbero preso parte alla stessa, nella sua specifica area di competenza territoriale.
Il nome in inglese dell'esercitazione, stava a segnalare la volontà della NATO nella difesa delle frontiere, il cui settore più critico per FTASE, era costituito dalla cosiddetta soglia di Gorizia, al confine nord-orientale italiano. Infatti, dal punto di vista geografico, si tratta dell'unico passaggio pianeggiante che pone in comunicazione l'Europa orientale, con la Pianura Veneto-friulana, nonché con l'adiacente Pianura Padana posta ad ovest della prima.
Tale "soglia d'accesso" era particolarmente strategica, in quanto avrebbe potuto consentire un facile transito delle forze corazzate e meccanizzate del Patto di Varsavia che in caso di guerra avrebbero verosimilmente tentato l'attacco al territorio italiano, passando attraverso questa "via di facilitazione", un termine che nella pubblicistica tecnica militare, indica un settore di territorio dotato di un elevato "indice di scorrimento" per le forze che lo devono attraversare.
Nello specifico, le forze che la pianificazione del Patto di Varsavia assegnava alle operazioni dirette verso l'Italia e l'Austria, erano costituite dal cosiddetto Gruppo di Forze del Sud (ovvero JGV) delle Forze armate sovietiche, nonché l'Esercito popolare ungherese, i cui rispettivi comandi erano di stanza a Budapest. A loro volta tali comandi appartenevano al cosiddetto Teatro operativo strategico sud-occidentale (ovvero TVD JZ), con sede a Kiev. Tale comando superiore avrebbe dovuto dirigere anche le operazioni che dalla Bulgaria e dalla Romania, avrebbero avuto come obiettivo la Grecia e la Turchia occidentale, con particolare riferimento alla zona degli stretti turchi, mentre le operazioni riguardanti la parte orientale della Turchia erano di competenza del TVD del Caucaso.
Con lo scioglimento del Patto di Varsavia e la conclusione della guerra fredda, venne meno anche la funzione difensiva che in precedenza era stata affidata a FTASE e di conseguenza, il 1º settembre 1999 in occasione del riordinamento strutturale della NATO il Comando fu rinominato Comando Alleato Interforze del Sud (Joint Command South) perdendo così molte delle sue funzioni originarie e delle forze che gli erano state assegnate. In fine fu sciolto il 1º ottobre 2004 e i suoi compiti assegnati all'Allied Force Command Madrid.

## Unità dipendenti
Fin dal tempo di pace:
- Quartier generale Italiano, articolato su Compagnia comando e servizi e su Compagnia trasporti, stanziato a Verona.
- Battaglione di supporto psicologico tattico "Monte Grappa" stanziato a Verona.
- Gruppo misto telecomunicazione di sostegno (Esercito italiano/Aeronautica Militare) stanziato a Verona.

In caso di guerra con il Patto di Varsavia, sarebbero passate sotto il comando di FTASE anche le seguenti unità:
- 3º Corpo d'armata, stanziato a Milano
- 4º Corpo d'armata alpino, stanziato a Bolzano
- 5º Corpo d'armata, stanziato a Vittorio Veneto
- Comando Artiglieria contraerei di Padova
- Regione Militare Nord Est per il supporto logistico alle forze dell'Esercito Italiano e dell'Aeronautica Militare, stanziata a Padova
- Southern European Task Force (SETAF) su 3rd Battalion, 325th Airborne Infantry Regiment, US Army, stanziata a Vicenza.
- 5ª Forza aerea tattica alleata della NATO (Allied Tactical Air Force ATAF) stanziata a Vicenza e composta dai reparti dell'Aeronautica Militare situati nel nord Italia.

Tutti i rinforzi alleati di terra che, in caso di guerra, fossero giunti nell'Italia settentrionale sarebbero stati posti sotto il comando di FTASE, neI 1989 le forze alleata precettate per rinforzare tale comando, erano le seguenti:
- un corpo d'armata dell'Esercito spagnolo, su due divisioni che potevano essere corazzate, meccanizzate o da montagna
- 1ª Brigada Mista Independente dell'Esercito portoghese
- 30th Mechanized brigade della US Army National Guard, del North Carolina.

## Distintivi delle unità di FTASE in caso di guerra
Questa è una galleria dei distintivi delle principali unità che in caso di guerra sarebbero state assegnate al Comando delle Forze Terrestri Alleate del Sud Europa di Verona.

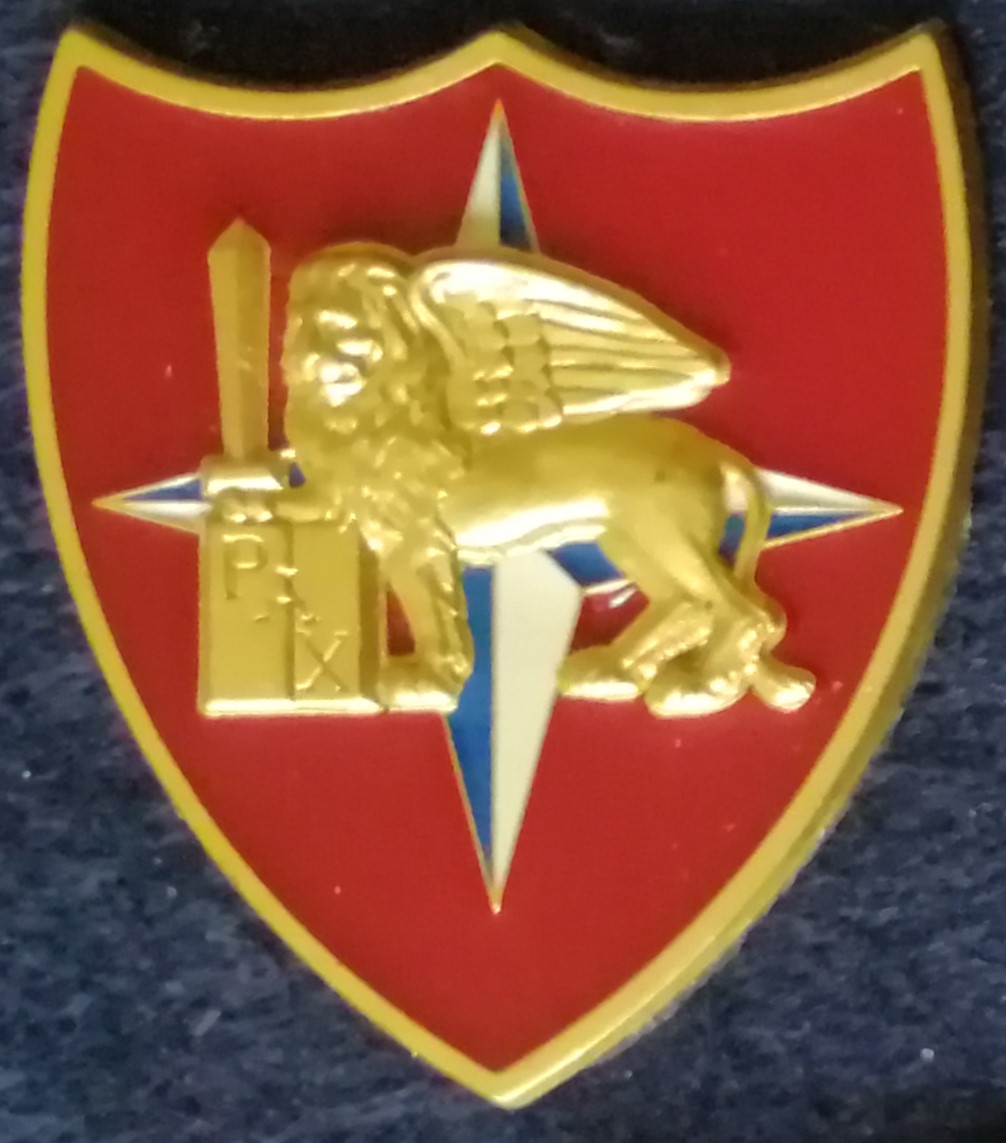
Distintivo del Comando FTASE di Verona
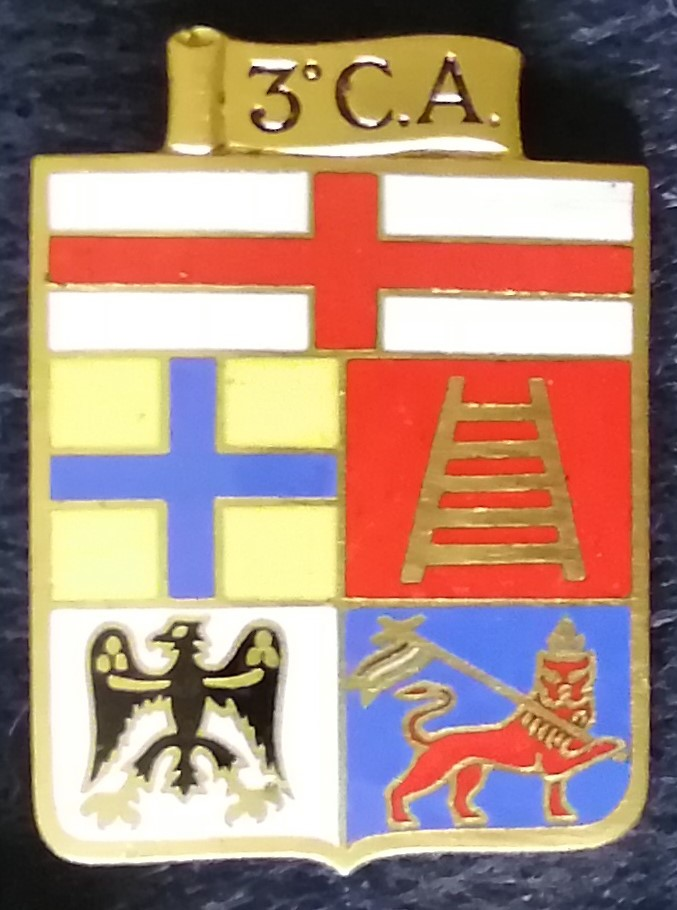
Distintivo del 3º Corpo d'Armata di Milano
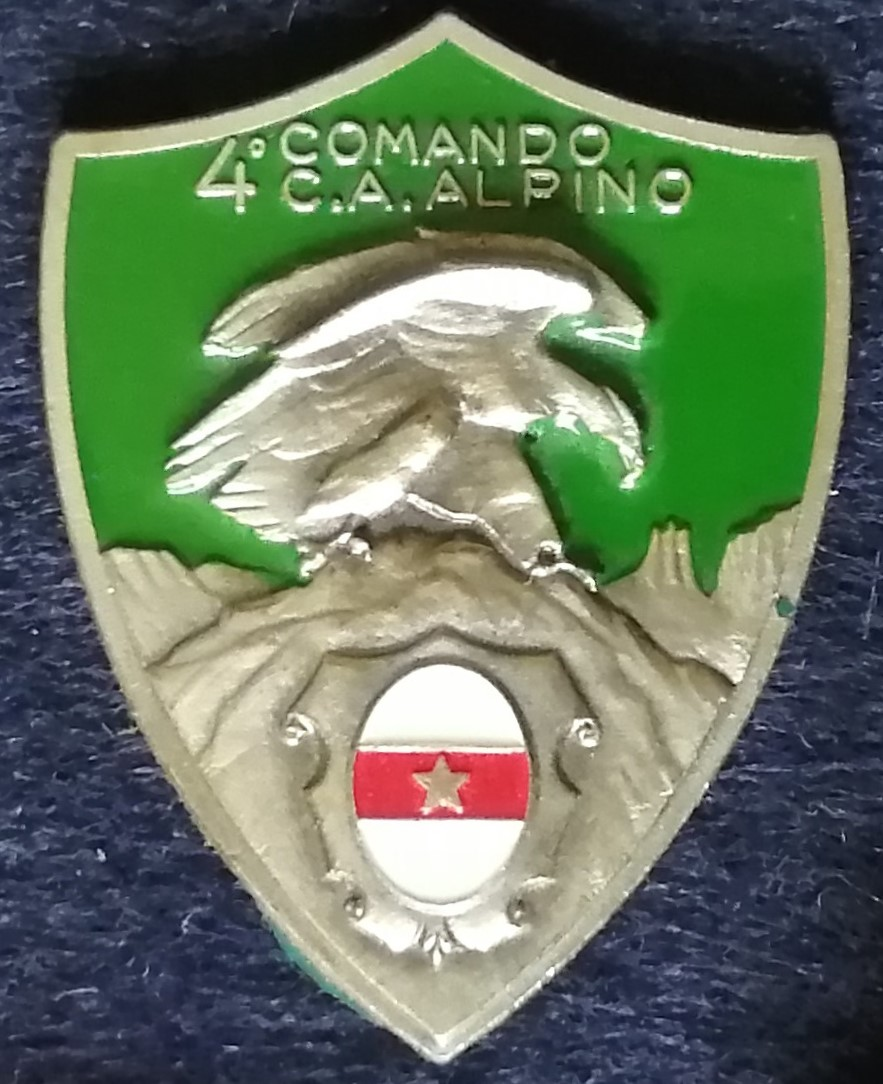
Distintivo del 4º Corpo d'Armata di Bolzano
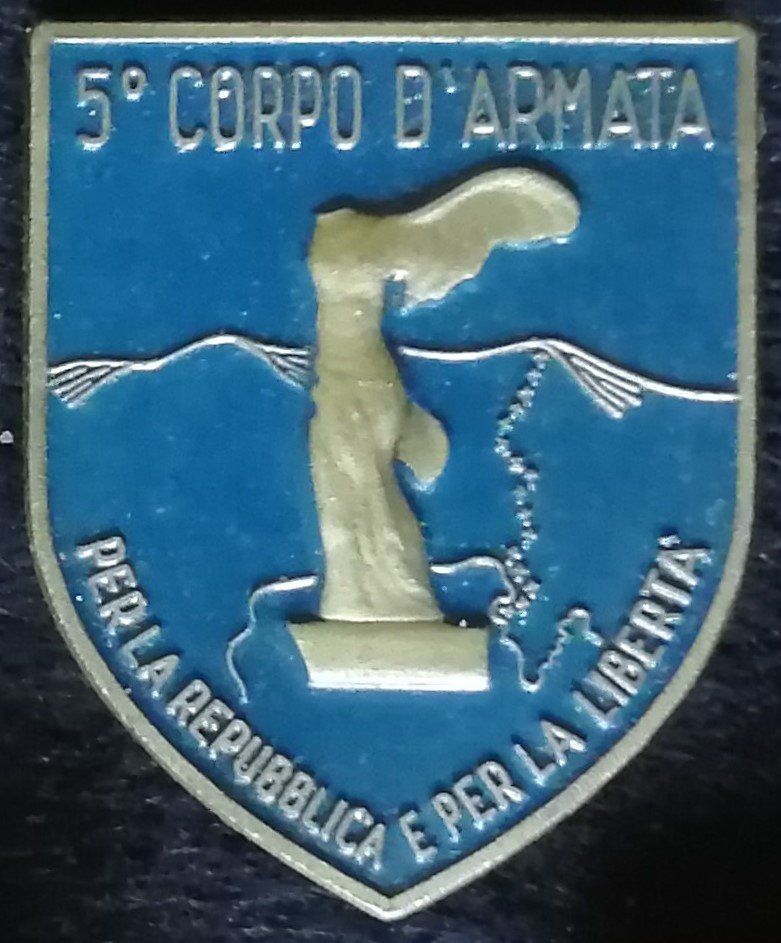
Distintivo del 5º Corpo d'Armata di Vittorio Veneto
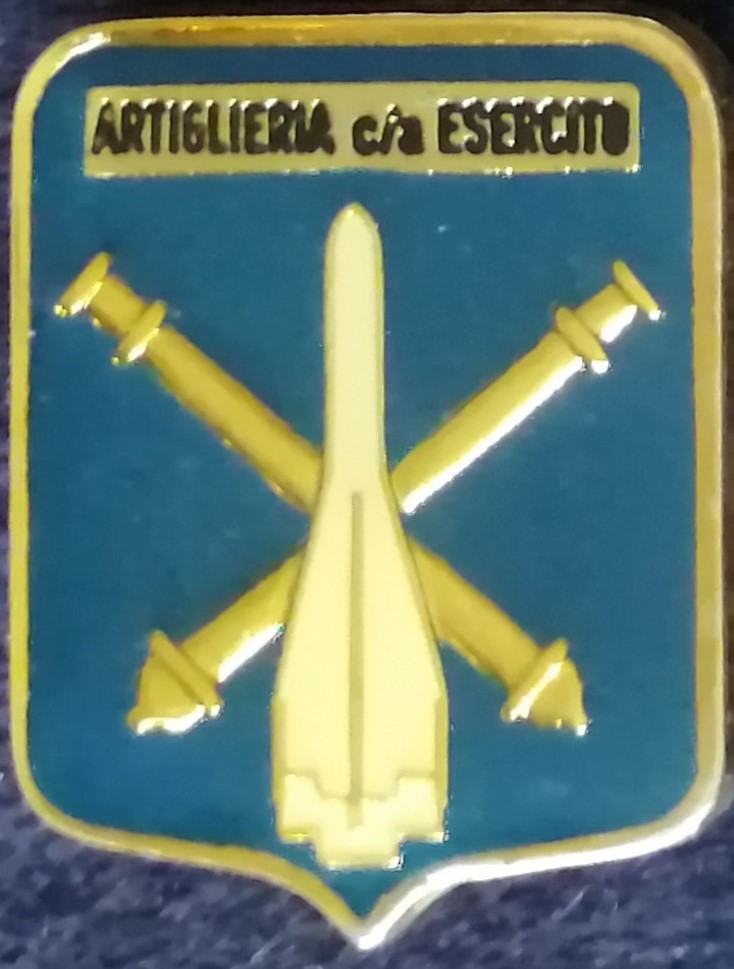
Distintivo del Comando Artiglieria c/a Esercito di Padova
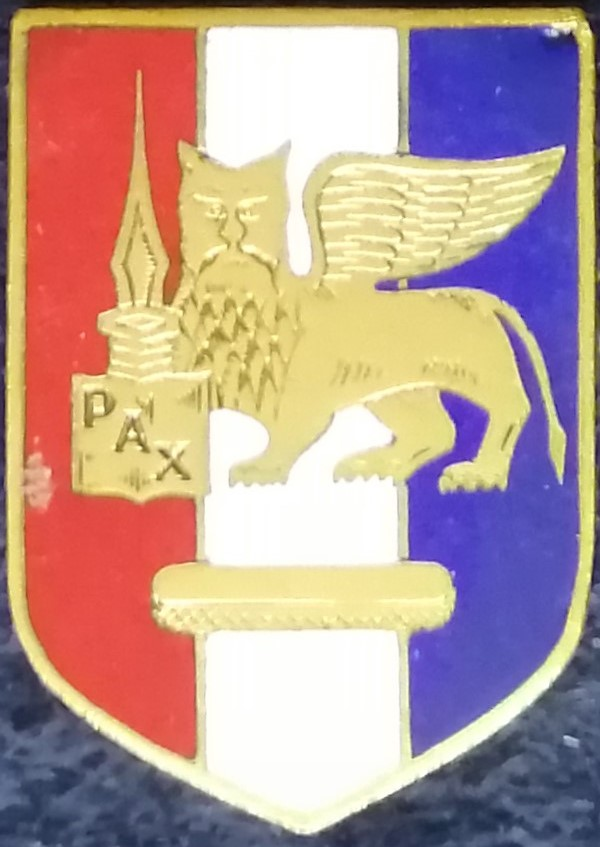
Distintivo della SETAF di Vicenza
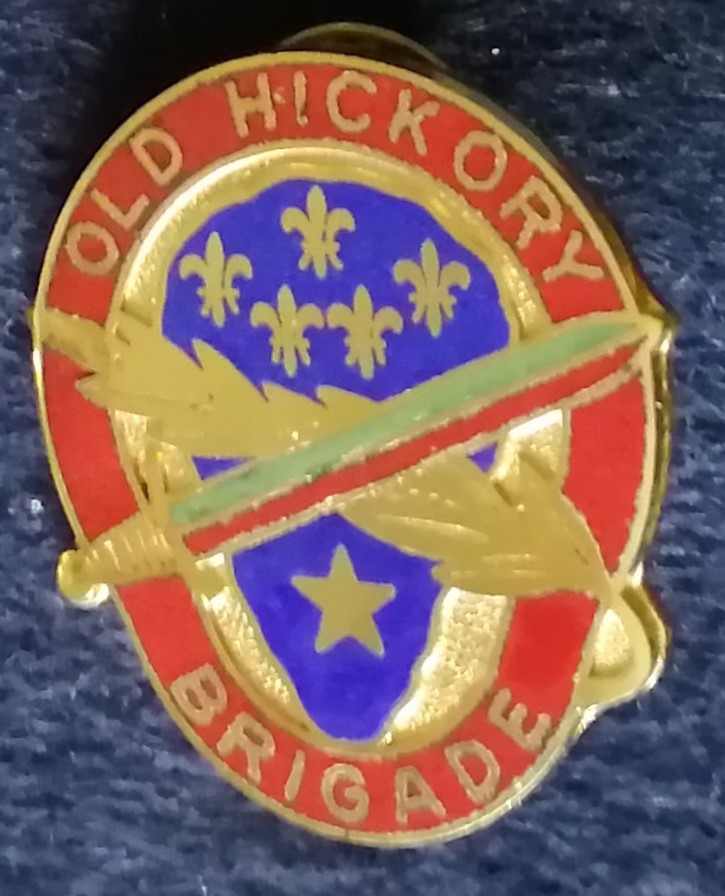
Distintivo della 30th Brigade della North Carolina Army National Guard
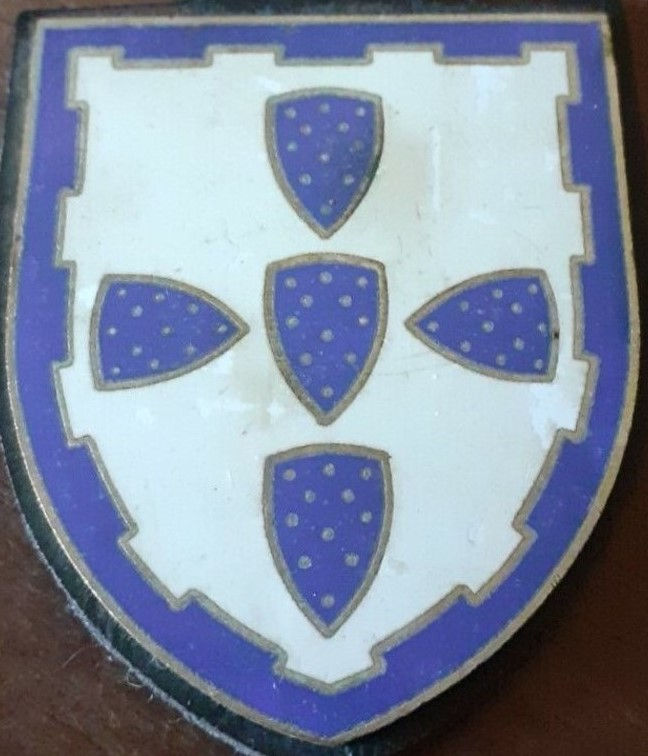
Distintivo della 1ª Brigada Mista Independente (PT)
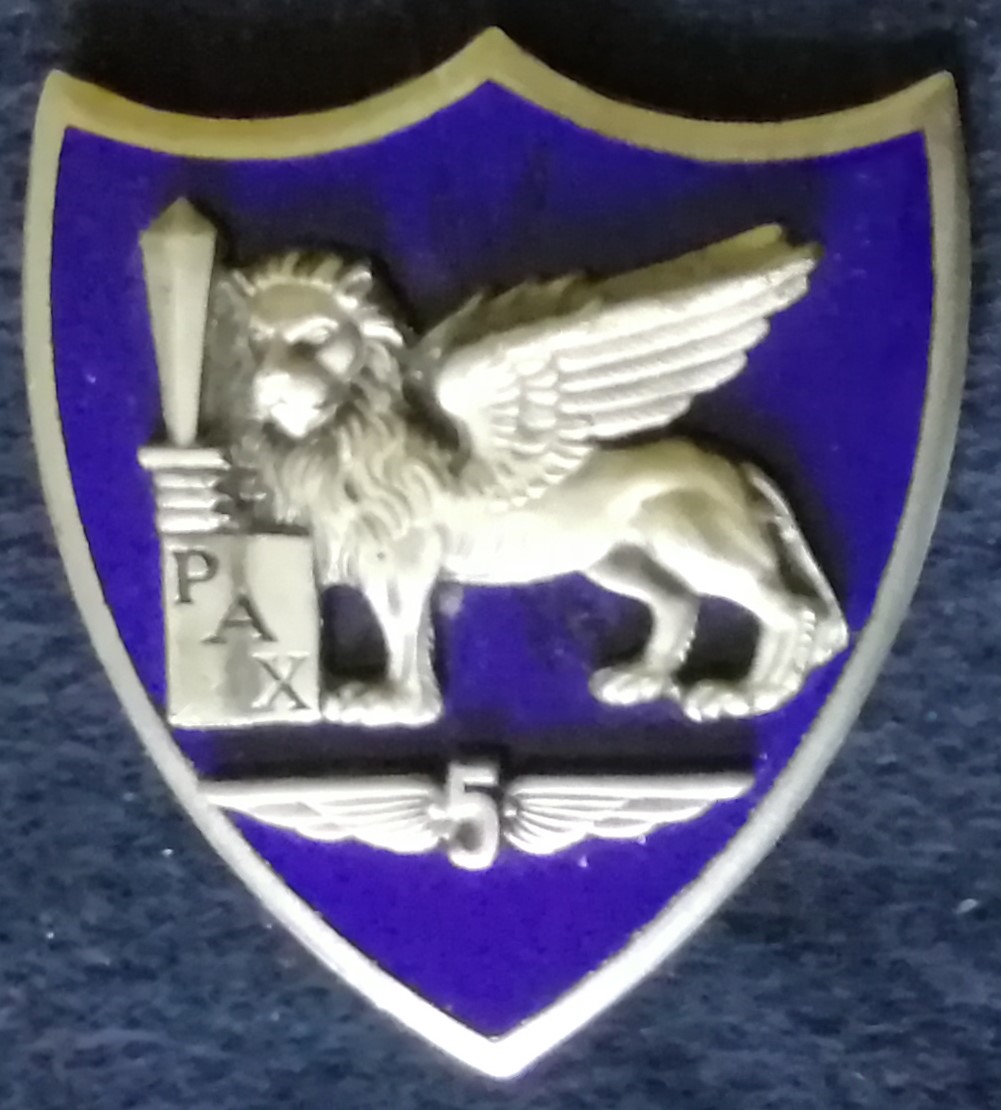
Distintivo della 5ª ATAF di Vicenza

## I comandanti
Dal 1951 al 2014 al Comando di FTASE si sono alternati: 
- Gen.C.A. Maurizio Lazzaro DE CASTIGLIONI
- Gen.C.A. Enrico FRATTINI
- Gen.C.A. Clemente PRIMIERI
- Gen.C.A. Alessandro ALBERT
- Gen.C.A. Aldo ROSSI
- Gen.C.A. Aurelio GUY
- Gen.C.A. Antonio GUALANO
- Gen.C.A. Siro BERNABO’
- Gen.C.A. Guido VEDOVATO
- Gen.C.A. Ugo CENTOFANTI
- Gen.C.A. Raffaele CACCAVALE
- Gen.C.A. Cosimo CASSONE
- Gen.C.A. Mario ALESSI
- Gen.C.A. Angelo Maria GALATERI di GENOLA e SUNIGLIA
- Gen.C.A. Ettore BRANCATO
- Gen.C.A. Alberto LI GOBBI
- Gen.C.A. Giuseppe Maria VACCARO
- Gen.C.A. Vittorio SANTINI
- Gen.C.A. Aldo DE CARLINI
- Gen.C.A. Giorgio DONATI
- Gen.C.A. Benito GAVAZZA
- Gen.C.A. Natale DODOLI
- Gen.C.A. Fulvio MEOZZI
- Gen.C.A. Lucio INNECCO
- Gen.C.A. Biagio RIZZO
- Gen. C.A. Cesare PUCCI

A partire dal Gen. ARDITO il Comandante di FTASE è stato anche Comandante del COMFOTER:
- Gen.C.A. Giuseppe ARDITO
- Gen.C.A. Alberto FICUCIELLO
- Gen.C.A. Antonio QUINTANA
- Gen.C.A. Cosimo D’ARRIGO.

## Il sito West Star di Affi

Manifesto del Comando FTASE riguardante l'esercitazione Display Determination del 1982.

West Star ("Stella d'Occidente") era il nome in codice militare della NATO del bunker segreto del Comando FTASE situato ad Affi in provincia di Verona. Scavato nella roccia del Monte Moscal, il bunker fu progettato tra il 1958 e il 1960, costruito tra il 1960 e il 1966, anno dell'inaugurazione operativa. Fungeva da posto comando e controllo per l'organizzazione e la direzione delle esercitazioni NATO nello scacchiere nord occidentale italiano ed era anche chiamato in codice Site B.

## Il sito Back Yard di Grezzana
Back Yard ("Giardino dietro casa") era il nome in codice militare della NATO del bunker segreto del Comando FTASE situato a Grezzana in provincia di Verona, lo stesso era anche noto come Site A. Scavato nella roccia del Monte Vicino in una ex miniera a circa 300 metri di altezza in località Slavino in via Carrara numero 5, il bunker costruito tra il 1956 e il 1958, anno dell'inaugurazione operativa rimase in funzione fino al 2000 quando fu dismesso da parte del Comando NATO di Verona. Mantenuto in prontezza operativa 24 ore su 24 anche in tempo di pace, era presidiato dal Gruppo misto di telecomunicazioni. Fungeva inizialmente da posto comando-controllo divenuto (dopo l'avvento di West Star) riserva per l'organizzazione e la direzione delle esercitazioni NATO nello scacchiere nord occidentale italiano nel caso il sito principale di Affi fosse stato reso inefficiente in un ipotetico conflitto con il patto di Varsavia.
Il bunker era costruito su un unico piano a forma di due ipsilon, possedeva una entrata e due accessi/uscite di emergenza e si accedeva alla galleria della struttura attraverso una fornice. Non vi era nessuna recinzione esterna e la vetta del monte era sormontata da ponti radio (costruiti in un secondo momento).
In caso di attacco convenzionale o nucleare Back Yard non era in grado di garantire una possibilità di sopravvivenza ai suoi occupanti. Difatti l'80% della protezione del sito era garantito dalla sua segretezza e il restante 20% dalla protezione artificiale. Era stato progettato con lo scopo di proteggere i suoi sistemi di comunicazione (50 teletype erano operative h24 con relativi sistemi di codifica KW7)  dalle interferenze elettromagnetiche e anche se l'interno delle gallerie erano rivestite in acciaio non era in grado di resistere ad un attacco con bombe penetranti, schegge o agenti batteriologici.
Back Yard era in collegamento dapprima con sistema "filare" ovvero cablaggi multicore con le principali basi nato/alleate d'Italia ed europa (come recita il quadro Back Yard Major Relay, ancora visibile all'interno di una dell sale ora visitabili di Back Yard) poi via microonde in banda K con la stazione militare di Monte Tondo di Negrar di Valpolicella, detto comunemente Site C, realizzata in connessione diretta con West Star e con Palazzo Carli, sede del Quartier Generale della FTASE.
Oggi tutta l'area secondo quanto previsto dal Piano regolatore generale del comune di Grezzana "viene pertanto conseguentemente individuata una nuova area di idonee dimensioni, come precedentemente citato, ubicata in direzione Nord rispetto al capoluogo al confine con la frazione Stallavena, sul lato sinistro della strada che conduce alla frazione. L'area era gravata da un vincolo militare revocato di recente con Decreto n. 2 del 27.08.2004 del Comando RFC Regionale Veneto. La destinazione dell'area viene così a modificarsi: - da Zona agricola Sottozona E2 ed individuazione di Servitù militari; - a Zona F- Aree attrezzate a parco, gioco e sport".

## Bibliografia

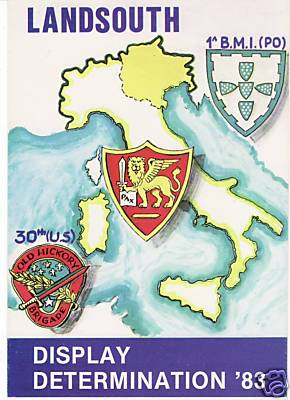
Manifesto del Comando FTASE riguardante l'esercitazione Display Determination del 1983.